# جوایز موسیقی آمریکا ۲۰۱۱
سی و نهمین جوایز سالانه موسیقی آمریکا در تاریخ ۲۰ نوامبر ۲۰۱۱ ، در تئاتر نوکیا در لوس آنجلس برگزار شد. جوایز مربوط به هنرمندان و البوم‌ها از سال ۲۰۱۱ بود. نامزدها در ۱۱ اکتبر ۲۰۱۱ معرفی شدند. این مراسم از شبکه ای بی سی پخش شد. تیلور سوئیفت و ادل از برندگان بزرگ آن شب بودند که هر کدام سه جایزه گرفتند.

## نامزدها
نامزدها در ۱۰ اکتبر ۲۰۱۱ مشخص شدند. برندگان در متن پررنگ تر هستند.
| هنرمند سال                                           | بهترین هنرمند جدید سال                                                               |
| ---------------------------------------------------- | ------------------------------------------------------------------------------------ |
| - ادل - لیدی گاگا - کتی پری - لیل وین - تیلور سوئیفت | - هات شل ری - بند پری - میگل - ویز خلیفا                                             |
| بهترین هنرمند مرد پاپ / راک                          | بهترین هنرمند زن پاپ / راک                                                           |
| - جاستین بیبر - برونو مارس - پیت بول                 | - ادل - لیدی گاگا - کیتی پری                                                         |
| بهترین باند پاپ راک/دوتایی/گروه                      | بهترین البوم پاپ/راک                                                                 |
| - ال‌ام‌اف‌ای‌او - مارون فایو - وان‌ریپابلیک              | - ادل – ۲۱ - بلند (آلبوم) – ریانا - این‌گونه زاده شده‌ام (آلبوم) – لیدی گاگا           |
| بهترین هنرمند مرد سبک کانتری                         | بهترین هنرمند زن سبک کانتری                                                          |
| - جیسون الدین - برد پیسلی - بلیک شلتون               | - سارا اوانس - میراندا لمبرت - تیلور سوئیفت                                          |
| بهترین باند کانتری/دوتایی/گروه                       | بهترین آلبوم کانتری                                                                  |
| - زک براون باند - لیدی آنتبلوم - باند پری            | - My Kinda Party – جیسون الدین - حالا صحبت کن – تیلور سوئیفت - بند پری – بند پری     |
| بهترین هنرمند رپ / هیپ هاپ                           | بهترین آلبوم رپ / هیپ هاپ                                                            |
| - لیل وین - نیکی میناژ - کانیه وست                   | - Tha Carter IV – لیل وین - تماشای عرش – جی زد & کانیه وست - جمعه صورتی – نیکی میناژ |
| بهترین هنرمند مرد سول/آر اند بی                      | بهترین هنرمند زن سول/آر اند بی                                                       |
| - کریس براون - تری سانگز - آشر                       | - ریانا - بیانسه - کلی رولند                                                         |
| بهترین آلبوم سول/آر اند بی                           | بهترین هنرمند جایگزین                                                                |
| - شهرت – کریس براون - بلند – ریانا - 4 – بیانسه      | - فو فایترز - بلک کیز - مامفورد اند سانز                                             |
| بهترین هنرمند معاصر بزرگسالان                        | بهترین هنرمند لاتین                                                                  |
| - ادل - برونو مارس - کیتی پری                        | - پیت بول - انریکه ایگلسیاس - جنیفر لوپز                                             |
| بهترین هنرمند الهام بخش معاصر                        | جایزه ویژه                                                                           |
| - کستینک کروانز - توبیمک - روز سوم                   | - کیتی پری – جایزه موفقیت ویژه                                                       |

## اجراها
| هنرمند/ها)                          | آهنگ/ها)                                                     |
| ----------------------------------- | ------------------------------------------------------------ |
| دیوید گتا همراه نیکی میناژ          | "عرق" آتشم را روشن کن" سوپر بیس"                             |
| جاستین بیبر                         | "دارواش"                                                     |
| د باند پری                          | "اگر من جوان مرگ شدم"                                        |
| کریس براون                          | "All Back" "Say It With Me"                                  |
| کلی کلارکسون                        | "آقای همه چیز دان"                                           |
| انریکه ایگلسیاس همراه لوداکریس      | "حسشو دوست دارم" امشب...)"                                   |
| جنیفر لوپز همراه پیت بول            | "Until It Beats No More" (Intro) "پاپی" روی زمین"            |
| وان‌ریپابلیک                         | "Good Life"                                                  |
| پیت بول همراه مارک آنتونی لیل جون   | "من میدونم تو منو میخوای" همه چیز را به من بده" روی من ببار" |
| کیتی پری                            | "آن کسی که ول کرد" (نسخه صوتی)                               |
| مری جی بلایک                        | "آقای اشتباه"                                                |
| مارون فایو همراه کریستینا آگیلرا    | "رقصیدن مثل رقاص"                                            |
| جیم کلاس هیروس همراه آدام لوین      | "قلب استریویی"                                               |
| دریک                                | "اخبار"                                                      |
| داتری                               | "Crawling Back To You"                                       |
| ویل آی ام همراه جنیفر لوپز          | "T.H.E (The Hardest Ever)"                                   |
| ال‌ام‌اف‌ای‌او همراه لارن بنت و گون راک | "سرود پارتی راک" من میدانم که سکسی ام"                       |